# Phaxia
Phaxia is een geslacht van wantsen uit de familie van de Miridae (Blindwantsen). Het geslacht werd voor het eerst wetenschappelijk beschreven door Kerzhner in 1984.

## Soorten
Het genus is monotypisch en bevat alleen de volgende soort:

- Phaxia festiva Kerzhner, 1984